# Zmijonosac
Zmijonosac ili Nosač zmije (lat. Ophiuchus), jedno je od 88 modernih i 48 originalnih Ptolemejevih zviježđa. Već godinama traju rasprave astrologa treba li Zmijonosca uvrstiti među znakove zodijaka, no puno veći broj stručnjaka zastupa stajalište da to ne bi trebalo učiniti.

## Vanjske poveznice
- The Deep Photographic Guide to the Constellations: Ophiuchus
- Zmijonosac - novi horoskopski znak ili ne?